# Bisbat d'Oria

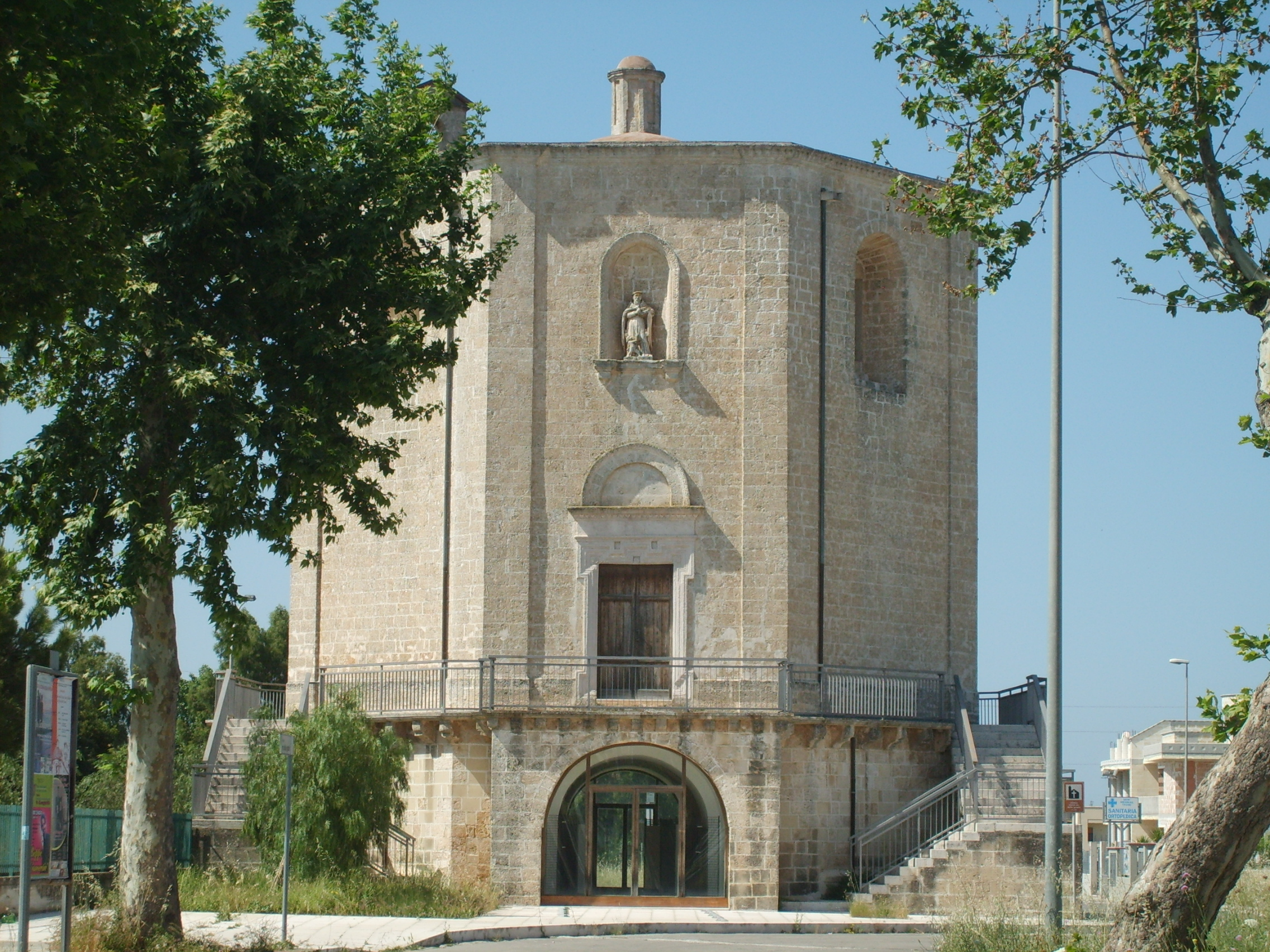
Francavilla Fontana, Santa Maria delle Grazie

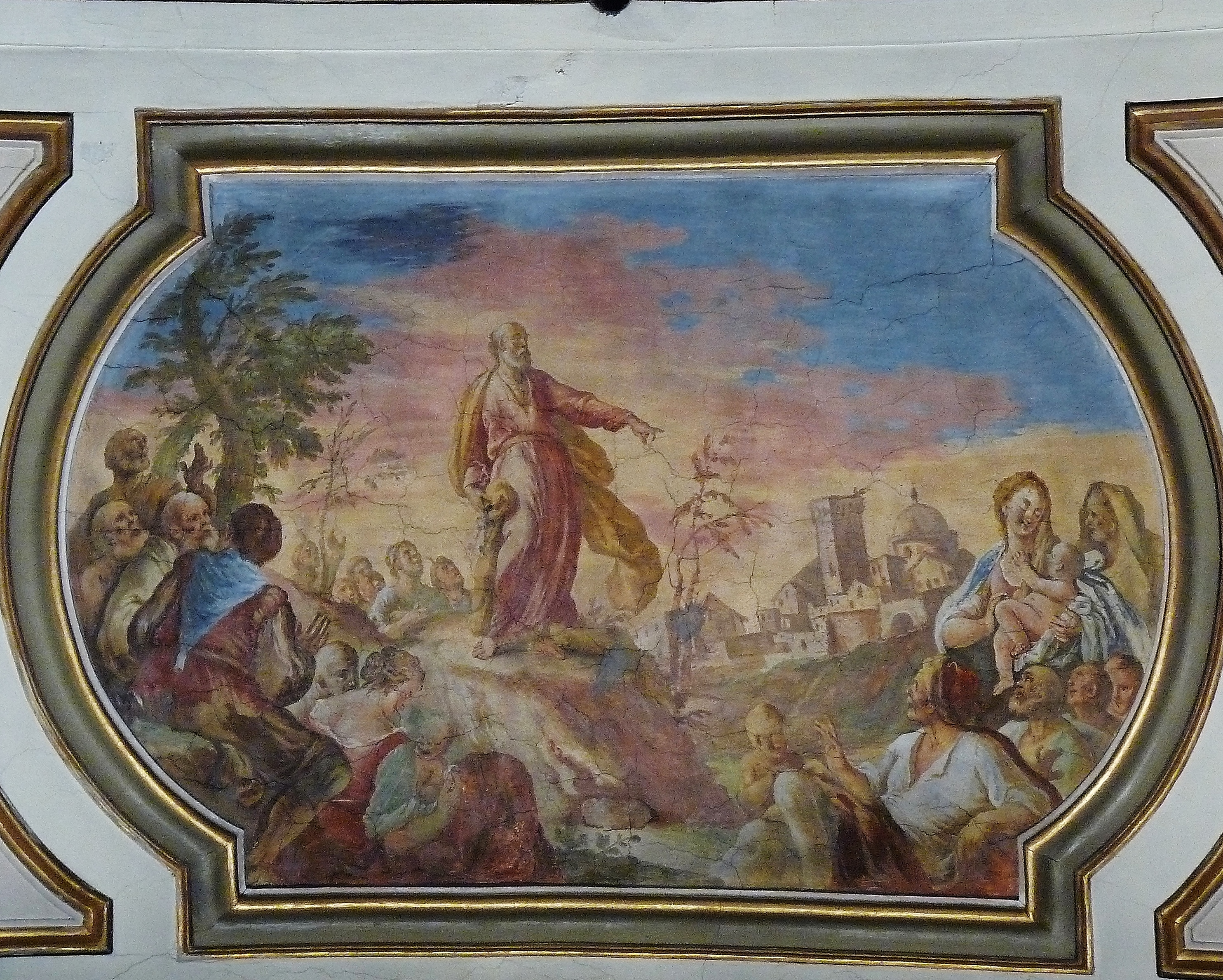
Ceglie Messapica, San Rocco, fresc di Domenico Carella

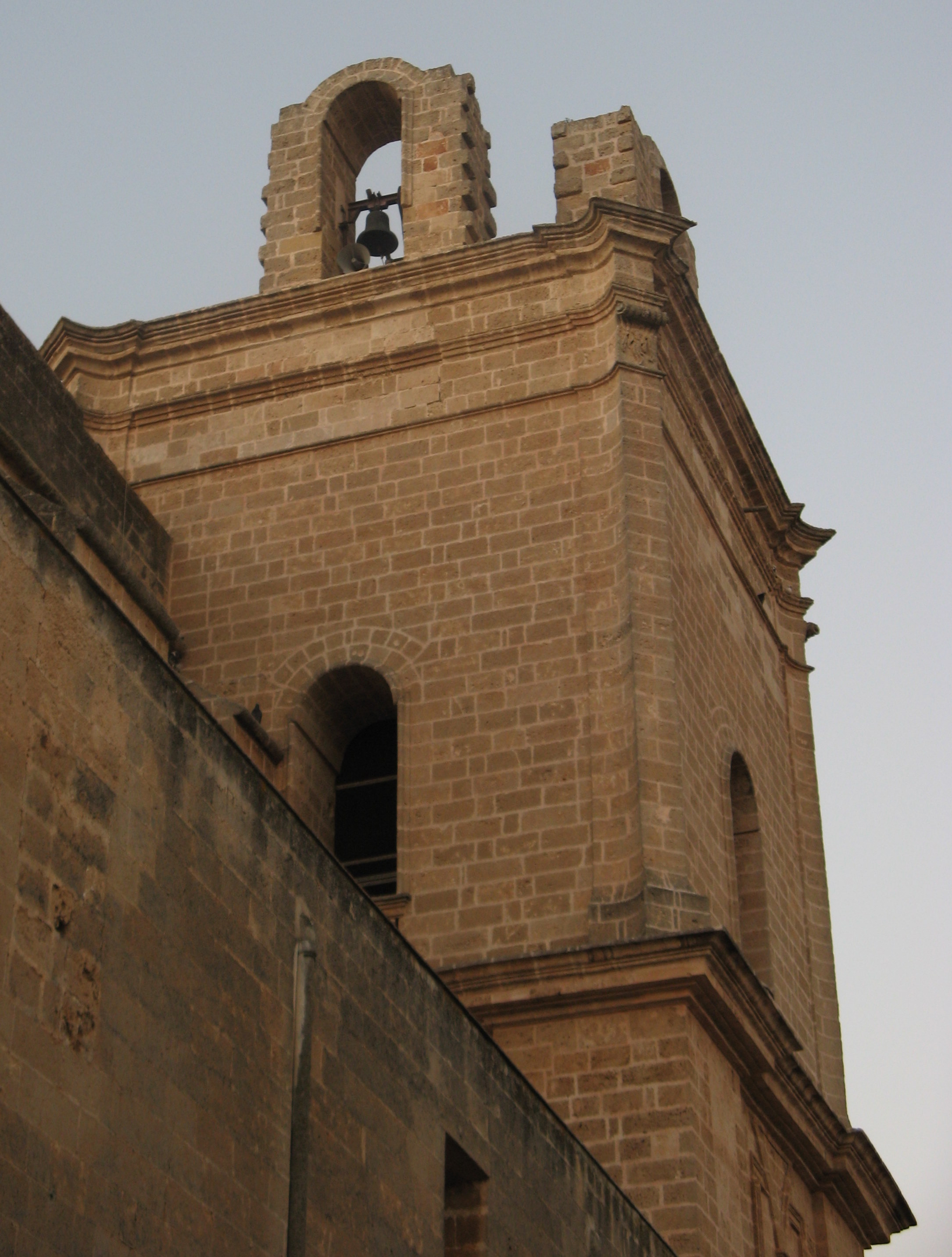
Avetrana, campanar de l'església mare

El bisbat d'Oria (italià: diocesi di Oria; llatí: Dioecesis Uritana) és una seu de l'Església catòlica, sufragània de l'arquebisbat de Tàrent, que pertany a la regió eclesiàstica Pulla. El 2004 tenia 178.700 batejats d'un total de 181.694 habitants. Actualment està regida pel bisbe Vincenzo Pisanello.
El patró de la diòcesi és sant Barsanufi.

## Territori
La diòcesi comprèn alguns municipis de les províncies de Brindisi (Oria, Ceglie Messapica, Erchie, Francavilla Fontana, Latiano, Torre Santa Susanna i Villa Castelli) i Tàrent (Avetrana, Maruggio, Sava i Manduria amb la part d'Uggiano Montefusco).
La seu episcopal és la ciutat d'Oria, on es troba la basílica catedral dedicada a Maria Santissima Assunta in Cielo.
El territori està dividit en 42 parròquies.

## Història
Mentre que llegendàriament és atribuïda als temps apostòlics (existeix la hipòtesi que sant Pere passà per d'Oria el 44), l'erecció de la seu d'Oria sembla estar relacionada amb la destrucció de la ciutat de Bríndisi pels longobards (668-677), que va provocar el trasllat de la seu dels bisbes de Bríndisi a Oria. L'existència d'un cert Uriatensis episcopus es testifica en un document del Papa Adrià I del 785.
A la segona meitat del segle ix, en el moment de l'episcopat de Teodosi, sabem que van coexistir a la diòcesi d'Oria el ritu bizantí i el ritu llatí, seguit respectivament pels fidels d'arrel grega i llombarda. El cristianisme no era l'única religió en aquesta àrea, ja que hi havia una forta presència jueva: de fet, la comunitat jueva d'Oria està testificada entre els segles viii i xi, i de nou en el xvi.
Cap al final del segle x les relacions entre els romans d'Orient i els llatins es va fer més confrontacional i va tenir una crisi amb motiu de l'assassinat del bisbe Andrea per un funcionari de l'emperador romà d'Orient. Al voltant del 1000 es va iniciar la reconstrucció de Bríndisi com a port per l'Est. Mentrestant, els bisbes d'Oria adquiriren drets metropolitans de les diòcesis veïnes de recent formació: Ostuni i Monopoli.
Des de la fi del segle xi fins a finals del segle xii els papes van insistir que els bisbes havien de tornar a la seu de Bríndisi. Godino va ser el primer arquebisbe de moure la seva seu d'Oria a Brindisi.
La unió amb l'arxidiòcesi de Bríndisi va durar fins al 8 de maig de 1591, quan va ser erigida canònicament la diòcesi d'Oria, mitjançant la butlla Regiminis Universae Ecclesiae de Gregori XIV, amb territori desmembrat de la seu de Bríndisi i va esdevenir sufragània de l'arxidiòcesi Tàrent. La divisió va poder ser implementada gràcies a la decisió de l'arquebisbe Giovanni Carlo Bovio que més de vint anys abans havia fallat en construir el palau d'un bisbe a Oria, a més de viure durant un temps a la ciutat.
El 1743 un terratrèmol va danyar perillosament la catedral romànica construït per Pellegrino en la primera meitat del segle xiii; es va iniciar la reconstrucció completa en estil barroc durant l'episcopat de Castrese Scaia.
El segle xix va veure el contrast entre reformistes i conservadors pro-Borbons: tots els bisbes de l'Oria van reclamar lleialtat als Borbó (amb jurament de lleialtat al rei, com s'esperava en el moment) fins a Luigi Margarita no es van desviar d'aquesta política, fins i tot després de la Unificació d'Itàlia, només per ser exiliat del nou govern nacional.

## Cronologia episcopal
- Reparat † (606 - ?)
- Magelpot † (primera meitat del segle viii)
- Pau I † (segle viii)
- Teodosi † (vers 865 - vers 895 mort)
- Joan I † (952 - 980)
- Andreu I † (? - 980 mort)
- Paó † (980 - 983)
- Gregori I † (987 - 996)
- Joan II † (996 - vers 1038)
- Lleonard o Nard † (primera meitat del segle xi)
- Eustaqui † (1050 - 1071)
- Gregori II † (1074 - vers 1080 mort)
- Godí † (1085 - 1098 mort)
  - Seu unida a Brindisi (1098-1591)
- Vincenzo Del Tufo, C.R. † (10 de juny de 1596 - setembre de 1600 mort)
- Lucio Fornari † (16 de setembre de 1601 - setembre de 1618 mort)
- Camillo Carnevali † (?)
- Giandomenico Ridolfi, C.R. † (27 de gener de 1620 - 15 de juliol de 1630 mort)
- Marco Antonio Parisi † (24 de novembre de 1632 - 24 de gener de 1649 mort)
- Raffaele de Palma, O.F.M.Conv. † (14 de febrer de 1650 - gener de 1674 mort)
- Carlo Cuzzolino † (9 de setembre de 1675 - 25 de febrer de 1697 nomenat bisbe de Pozzuoli)
- Tommaso Maria Francia, O.P. † (3 de juny de 1697 - 28 de gener de 1719 mort)
- Giambattista Labanchi † (27 de maig de 1720 - 23 de juliol de 1745 mort)
- Castrese Scaia † (28 de novembre de 1746 - 12 d'octubre de 1755 mort)
- Francesco Antonio De Los Reyes † (5 d'abril de 1756 - 19 de febrer de 1769 mort)
- Giovanni Capece † (12 de març de 1770 - novembre de 1770 mort)
- Enrico Celaja † (30 de març de 1772 - març de 1780 mort)
- Alessandro Maria Kalefati † (17 de setembre de 1781 - 30 de desembre de 1794 mort)
  - Sede vacante (1794-1798)
- Fabrizio Cimino, C.SS.R. † (29 de gener de 1798 - 22 de març de 1818 mort)
- Francesco Saverio Triggiani, O.F.M.Conv. † (21 de desembre de 1818 - 27 de desembre de 1828 renuncià)
- Michele Lanzetta † (18 de maig de 1829 - 6 d'abril de 1832 renuncià)
- Giandomenico Guida, C.M. † (29 de juliol de 1833 - 16 de desembre de 1848 mort)
- Luigi Margarita, C.M. † (17 de febrer de 1851 - 15 d'abril de 1888 mort)
- Tommaso Montefusco † (1 de juny de 1888 - 21 de juny de 1895 mort)
- Teodosio Maria Gargiulo † (21 de juny de 1895 - 16 de desembre de 1902 mort)
- Antonio di Tommaso † (22 de juny de 1903 - 8 de febrer de 1947 jubilat)
- Alberico Semeraro † (1 de maig de 1947 - 17 de març de 1978 jubilat)
- Salvatore De Giorgi (17 de març de 1978 succeduto - 4 d'abril de 1981 nomenat arquebisbe de Foggia)
- Armando Franco † (12 de setembre de 1981 - 15 de desembre de 1997 mort)
- Marcello Semeraro (25 de juliol de 1998 - 1 d'octubre de 2004 nomenat bisbe d'Albano)
- Michele Castoro (14 de maig de 2005 - 15 de juliol de 2009 nomenat arquebisbe de Manfredonia-Vieste-San Giovanni Rotondo)
- Vincenzo Pisanello, des del 23 de gener de 2010

## Prelats originaris de la diòcesi d'Oria
- Giovanni Battista Pichierri, arquebisbe de Trani-Barletta-Bisceglie.
- Domenico Caliandro, arquebisbe de Bríndisi-Ostuni.

## Estadístiques
A finals del 2004, la diòcesi tenia 178.700 batejats sobre una població de 181.694 persones, equivalent al 98,4% del total.
| any  | població | població | població | sacerdots | sacerdots       | sacerdots       | sacerdots             | diaques | religiosos | religiosos | parroquies |
| ---- | -------- | -------- | -------- | --------- | --------------- | --------------- | --------------------- | ------- | ---------- | ---------- | ---------- |
| any  | batejats | total    | %        | total     | clergat secular | clergat regular | batejats por sacerdot | diaques | homes      | dones      |            |
| 1949 | 148.600  | 150.000  | 99,1     | 172       | 83              | 89              | 863                   |         | 130        | 168        | 21         |
| 1969 | 161.430  | 161.664  | 99,9     | 166       | 63              | 103             | 972                   |         | 134        | 297        | 29         |
| 1980 | 171.500  | 173.436  | 98,9     | 133       | 58              | 75              | 1.289                 |         | 95         | 343        | 35         |
| 1990 | 175.000  | 178.486  | 98,0     | 127       | 54              | 73              | 1.377                 |         | 90         | 280        | 42         |
| 1999 | 177.600  | 180.571  | 98,4     | 108       | 56              | 52              | 1.644                 | 6       | 65         | 268        | 40         |
| 2000 | 178.700  | 181.694  | 98,4     | 109       | 59              | 50              | 1.639                 | 6       | 63         | 265        | 42         |
| 2001 | 178.700  | 181.694  | 98,4     | 110       | 62              | 48              | 1.624                 | 6       | 59         | 236        | 42         |
| 2002 | 178.700  | 181.694  | 98,4     | 114       | 67              | 47              | 1.567                 | 6       | 58         | 236        | 42         |
| 2003 | 178.700  | 181.694  | 98,4     | 109       | 62              | 47              | 1.639                 | 6       | 64         | 235        | 42         |
| 2004 | 178.700  | 181.694  | 98,4     | 121       | 63              | 58              | 1.476                 | 6       | 59         | 236        | 42         |